# François-Aimé Pouget
François-Aimé Pouget fue un religioso, sacerdote del Oratorio y abad de Chambon-sur-Voueize, nacido en Montpellier, Francia, en 1666 y fallecido en 1723.

## Biografía
François-Aimé, después de haberse graduado de doctor en teología en la La Sorbona de París en 1692, entró en la Congregación del Oratorio y sirvió a la iglesia en la diócesis de Montpellier y Sant-Malo, y era de la asamblea que el cardenal de Noailles había establecido para examinar y arreglar los ritos y usos eclesiásticos de la diócesis de París.
François-Aimé escribió varias obras, entre ellas una historia de los dogmas, ceremonias y usos de la Iglesia católica, impresas en París en 1702 por mandato del obispo C.J. Colbert, para el uso de los antiguos y nuevos católicos de su diócesis, y de aquellos que tenían la obligación de instruirlos, con dos catecismos abreviados para el uso de los niños. La citada obra se dividió en tres partes, fue bien recibida por lo que se hicieron muchas ediciones. Posteriormente el autor la aumentó y tradujo al latín, apareciendo después de su muerte en el año 1725 debida a la solicitud cuidadosa del Padre Desmolets, bibliotecario del Oratorio de París.
Fue traducida al español por N. Villegas, secretario del marqués de Risburg, capitán general que fue de Cataluña, pero la prohibió el Santo Oficio en 1745, fundamentalmente por los errores y adiciones incorporados por el traductor. Una nueva traducción de la que fue autor Francisco Escartín y Carreras fue autorizada por la Inquisición en 1782 y enseguida se publicó en Madrid en la Imprenta Real (1784) y en Pamplona por José Longás (1786).
François-Aimé contribuyó a la conversión de La Fontaine y se conserva una famosa carta que contiene la relación exacta de la citada conversión, que se incluyó en la obra del Padre Desmolets "Memorias de la literatura e historia coleccionadas por el Padre Desmolets", Tomo I, parte 2ª.

## Obras
- Instrucciones cristianas acerca de las obligaciones de los caballeros de Malta.
- Instrucciones en forma de catecismo, se explica en compendio las Sagradas Escrituras y la Tradición.
- La Historia y los dogmas de la Religión, la moral cristiana, los sacramentos, las oraciones, las ceremonias, y los usos de la Iglesia, París, 1702.
- « Lettre écrite sur le même sujet, à M. Bon le 26e janvier 1710 ». In: François Xavier Bon, Dissertation sur l'araignée, París: Joseph Saugrain, 1710, p. 26–32
- Otras